# Oued Seguellil
L'Oued Seguellil (ou Séguélil ou Seguelil ou Seguellîl) est un oued en Mauritanie. Il commence sur le plateau de l'Adrar et s'étend vers le sud-ouest en passant par la ville d'Atar et en se perdant dans les sables au nord des contreforts ouest du plateau de l'Adrar.
Le plateau de l'Adrar, près d'Atar, est riche en gorges. La plupart de ces gorges se jettent dans le lit de l'oued Seguellil, ce qui donne lieu à une série de mares et de ruisseaux intermittents. À 20 km au sud d'Atar se trouve le controversé barrage de Seguellil, inauguré en 2019.